# Ropa naftowa

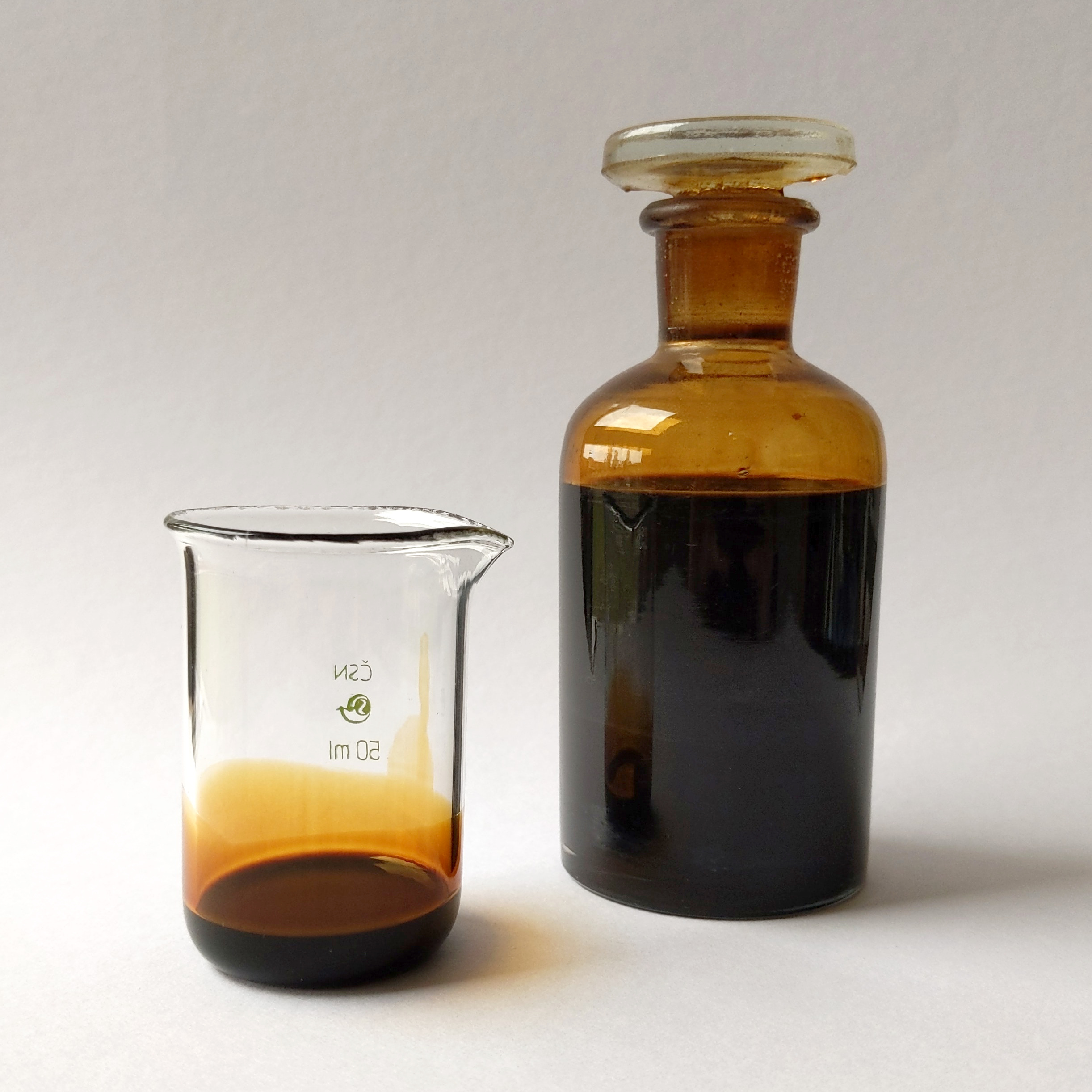
Ropa naftowa

Ropa naftowa; pot. ropa, nafta, olej skalny – ciekła kopalina, złożona z mieszaniny naturalnych węglowodorów gazowych, ciekłych i stałych (bituminów) z niewielkimi domieszkami związków azotu, tlenu, siarki i zanieczyszczeń nieorganicznych. Ma podstawowe znaczenie dla gospodarki światowej jako surowiec przemysłu petrochemicznego, jeden z najważniejszych surowców energetycznych.

## Pochodzenie ropy naftowej

### Teoria organiczna pochodzenia ropy
Teoria organiczna pochodzenia ropy (stworzona m.in. przez: B. Radziszewskiego, K. Englera, H. Höfera, J.E. Hackforda, D. White’a) mówi, że ropa naftowa powstała przez przeobrażenie szczątków roślinnych i zwierzęcych nagromadzonych wraz z drobnymi okruchami mineralnymi w osadach morskich. Czynnikami powodującymi przejście substancji organicznych w bituminy są prawdopodobnie: środowisko redukujące, odpowiednia temperatura i ciśnienie, działalność bakterii, oddziaływanie pierwiastków promieniotwórczych i innych.

## Występowanie ropy naftowej

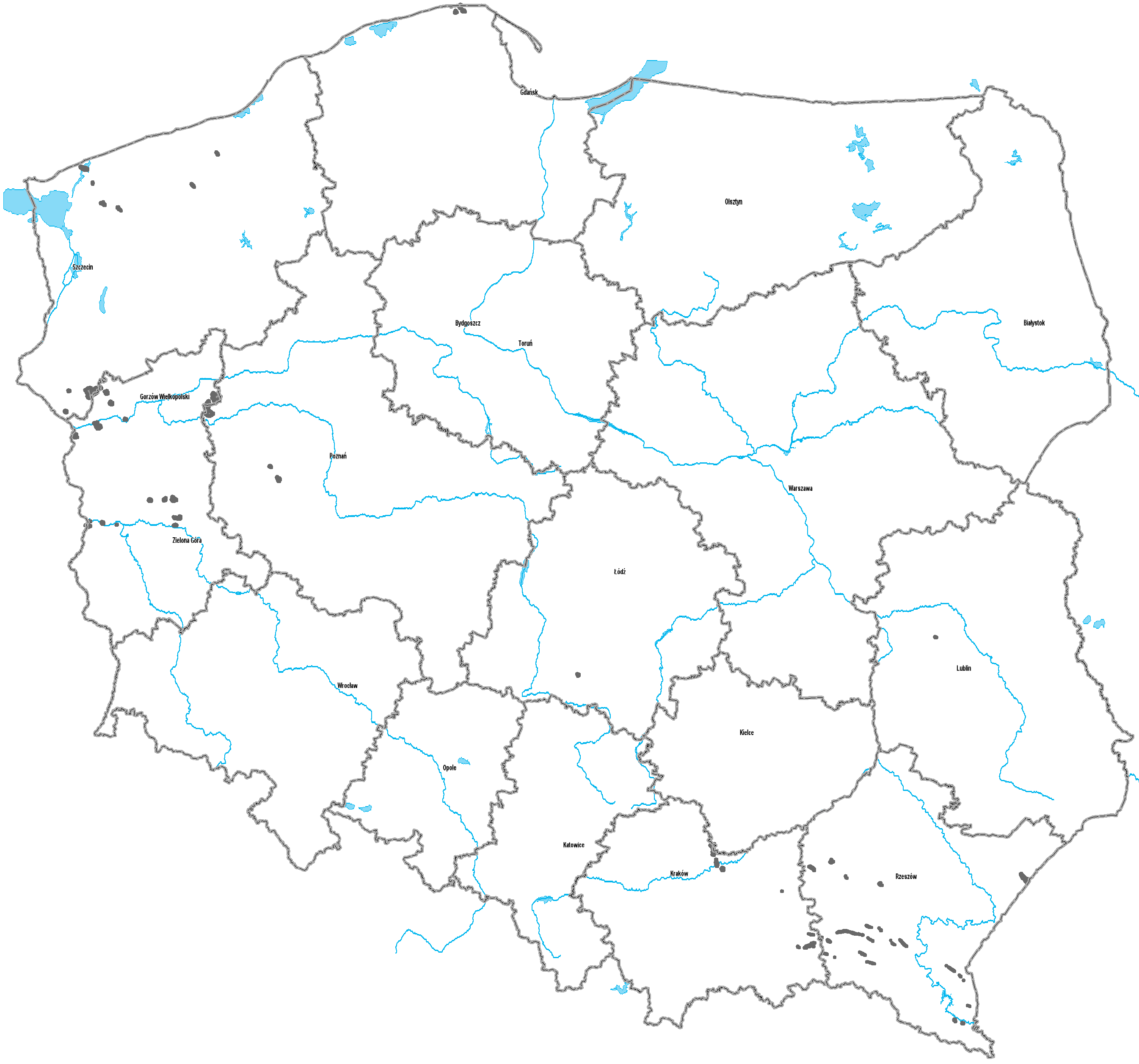
Złoża ropy naftowej w Polsce (2013)

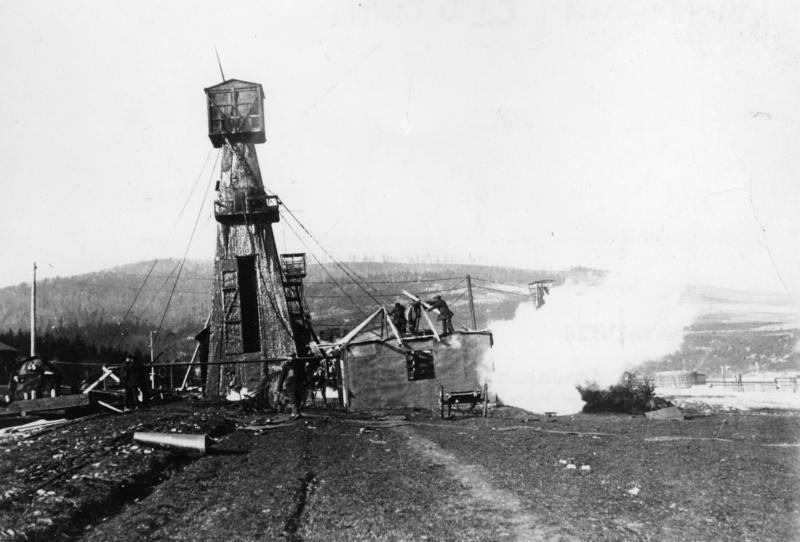
Borysławsko-Drohobyckie Zagłębie Naftowe, szyb naftowy (1909)

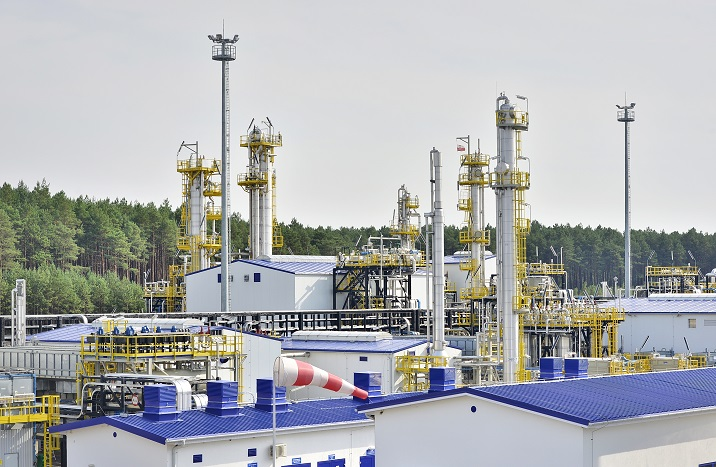
Kopalnia Ropy Naftowej i Gazu Ziemnego Lubiatów

Złoża ropy naftowej często łączą się ze złożami gazu ziemnego. Występują najczęściej w antyklinach, przy czym sekwencja jest następująca: u dołu występuje podścielająca złoże solanka, następnie ropa naftowa, a w szczycie antykliny gaz ziemny. Może też występować w mieszaninie z piaskiem, tworząc tzw. piaski bitumiczne.

### Skały zbiornikowe
Skałami macierzystymi ropy naftowej są najczęściej ciemne łupki o dużej zawartości substancji bitumicznych. Ze skał macierzystych ropa pod wpływem gradientu ciśnienia przesączała się do sąsiadujących ze skałami macierzystymi skał o większej porowatości i/lub przepuszczalności (głównie piaskowców, często również wapieni).

### Złożowe prowincje naftowe
Ropę naftową wydobywa się w Azji (w rejonie Zatoki Perskiej, basenie Morza Kaspijskiego oraz na Syberii), w Ameryce Północnej (w Zatoce Meksykańskiej, w Stanach Zjednoczonych, w Kanadzie i w Meksyku), na dnie Morza Północnego oraz w północnej Afryce.

## Właściwości ropy naftowej
Surowa ropa naftowa wydobywana ze złoża jest cieczą barwy zwykle ciemnobrunatnej o ostrym, charakterystycznym zapachu, nierozpuszczalną w wodzie. Jest ona cieczą palną.
W zależności od pochodzenia jej barwa i inne własności mogą się zmieniać. Rozróżnia się cztery klasy ropy – A, B, C i D o różnych własnościach.

### Skład chemiczny ropy
Podstawowy skład pierwiastkowy ropy naftowej to:
- 80–88% węgla
- 11–14,5% wodoru
- 0,01–6% siarki (rzadko do 8%)
- 0,005–0,7% tlenu (rzadko do 1,2%)
- 0,001–1,8% azotu.

Oprócz tych pierwiastków w ropie naftowej można znaleźć około 50 innych pierwiastków chemicznych, w tym wanad, nikiel, chlor.
Pod względem związków:
- węglowodory (95% wag.):
  - parafinowe: gazowe (o długości łańcucha C1–C4), ciekłe (C5–C15), stałe (powyżej C15)
  - naftenowe
  - aromatyczne.
- Związki organiczne zawierające heteroatomy:
  - żywice i asfalteny
  - różne związki siarki: siarczki, wielosiarczki, merkaptany, tiofen i jego pochodne
  - różne związki azotowe: zasady purynowe, pochodne chinoliny, indolu, pirolu i karbazolu
  - różne związki tlenowe: kwasy naftenowe, kwasy tłuszczowe, fenol, krezole, ksylenole i naftole.
- Związki nieorganiczne
  - siarkowodór
  - woda
  - związki manganu, niklu, krzemu.

### Właściwości fizyczne ropy
Średnia masa cząsteczkowa wynosi 220–300 g/mol (rzadko 450–470 g/mol). Gęstość 0,73–1,03 g/cm³.

### Podział ropy
- ze względu na gęstość:
  - lekka (poniżej 0,878 g/cm³)
  - średnia (od 0,878 do 0,884 g/cm³)
  - ciężka (powyżej 0,884 g/cm³)
- ze względu na skład chemiczny ropy:
  - parafinowa
  - naftenowa
  - parafinowo-naftenowa
  - aromatyczna
  - parafinowo-naftenowo-aromatyczna
  - parafinowo-aromatyczna
- ze względu na zawartość siarki w ropie:
  - niskosiarkowa (poniżej 0,5%)
  - siarkowa (powyżej 0,5%)
- ze względu na zawartość żywic w ropie:
  - małożywiczna (poniżej 17%)
  - żywiczna (od 18 do 35%)
  - wysokożywiczna (powyżej 35%)
- ze względu na zawartość parafiny w ropie:
  - niskoparafinowa (bezparafinowa) (temperatura krzepnięcia poniżej −16 °C)
  - parafinowa (temperatura krzepnięcia od −15 °C do +20 °C)
  - wysokoparafinowa (temperatura krzepnięcia powyżej +20 °C)

## Poszukiwanie ropy naftowej

### Badania geofizyczne
Podstawową metodą typowania obszarów perspektywicznych i poszukiwania złóż ropy naftowej przez geofizyków jest sejsmika refleksyjna. Dzięki niej można rozpoznać budowę geologiczną badanego terenu i wytypować pułapki złożowe.

### Wiercenia poszukiwawcze
Obecnie ropy naftowej poszukuje się na każdym terenie ze względu na wyczerpywanie się złóż dotychczas eksploatowanych.

## Wydobycie ropy naftowej

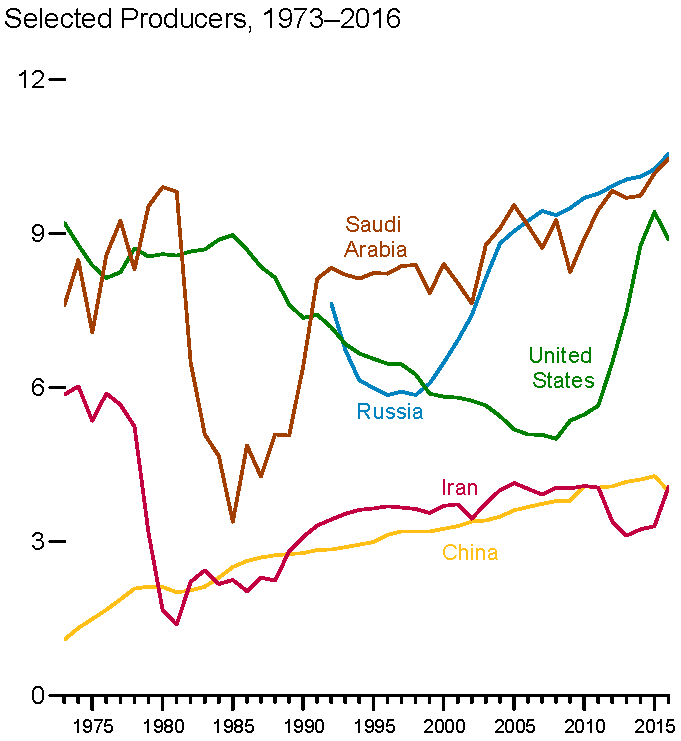
Wydobycie ropy naftowej przez największych producentów w latach 1960–2006

Schemat wydobycia ropy naftowej spod dna morskiego
1. Platforma wydobywcza
2. Warstwy skalne
3. Szyby
4. Gaz i ropa uwięzione w porowatej skale

Ropa jest wydobywana co najmniej od średniowiecza. Lokalizacja największych zasobów:
| Afryka             | Nigeria, Angola, Libia, Tunezja, Algieria, Egipt, Mauretania, Czad, Sudan, Sudan Południowy, Kamerun, Gabon, Kongo, Gwinea Równikowa, Południowa Afryka, Kenia, Tanzania, Mozambik, Somalia |
| Ameryka Północna   | Meksyk (na półwyspie Jukatan oraz nad Zatoką Meksykańską); Stany Zjednoczone (w Kalifornii, na Alasce, w Nevadzie, w Utah, w Arizonie, w Kolorado, w Nowym Meksyku, w Kansas, w Oklahomie, w Teksasie, w Luizjanie, w Nebrasce, w Dakocie Północnej, w Dakocie Południowej, w Wyoming, w Montanie, w Iowa, w Missouri, w Michigan, w Illinois, w Kentucky, w Tennessee, w Alabamie, w Missisipi, na Florydzie, w Indianie, w Ohio, w Nowym Jorku, w Pensylwanii, w Wirginii Zachodniej, w Wirginii); Kanada (w Nowej Fundlandii i Labradorze, w Ontario, w Manitobie, w Saskatchewan, w Albercie); na Kubie, w Gwatemali, w Belize |
| Ameryka Południowa | Wenezuela, Brazylia, Kolumbia, Ekwador, Gujana, Trynidad i Tobago, Boliwia, Chile, Argentyna, Falklandy |
| Europa             | na Morzu Północnym, z którego wydobywają Wielka Brytania, Norwegia, Dania, Holandia, Niemcy; wokół Sycylii i Sardynii; na Morzu Barentsa, z którego wydobywają Norwegia i Rosja; w Austrii, w Chorwacji, w Serbii, w Rumunii, w Bułgarii, w Rosji (Zagłębie Wołżańsko-Uralskie, obwód samarski, Baszkiria, obwód permski, Czeczenia, Adygeja, Republika Komi, Sachalin, obwód królewiecki) |
| Azja               | Zatoka Perska, z której wydobywają Zjednoczone Emiraty Arabskie, Arabia Saudyjska, Katar, Bahrajn, Kuwejt, Irak, Iran, Oman i Jemen; w Azerbejdżanie; na Morzu Kaspijskim, z którego wydobywają Rosja, Azerbejdżan, Kazachstan, Turkmenistan, Iran; w Kazachstanie, w Turkmenistanie, w Syrii, w Indiach, Chińska Republika Ludowa (Daqing, Shengli, Nanyang, Renqiu, Karamay, Dagang, Yumen, na Morzu Żółtym, na Morzu Południowochińskim), w Tajlandii, w Malezji, w Indonezji, na Filipinach, w Wietnamie, w Afganistanie, w Pakistanie                                                                                         |
| Oceania            | Australia, Nowa Zelandia, Papua-Nowa Gwinea |

Duży wpływ na wielkość wydobycia i ceny ropy naftowej ma organizacja OPEC zrzeszająca kilkanaście krajów znad Zatoki Perskiej, Afryki i Ameryki Pd. W 2010 roku udział OPEC w światowym wydobyciu ropy naftowej wynosił 44%.
Światowe zasoby ropy naftowej w 2013 szacowane były na 1688 miliardów baryłek (230 mld ton). Wydobycie ropy wynosiło około 60 mln baryłek dziennie w 1986, około 70 mln baryłek dziennie w 1996, około 80 mln baryłek dziennie w 2004 i około 86 mln baryłek dziennie w 2013.

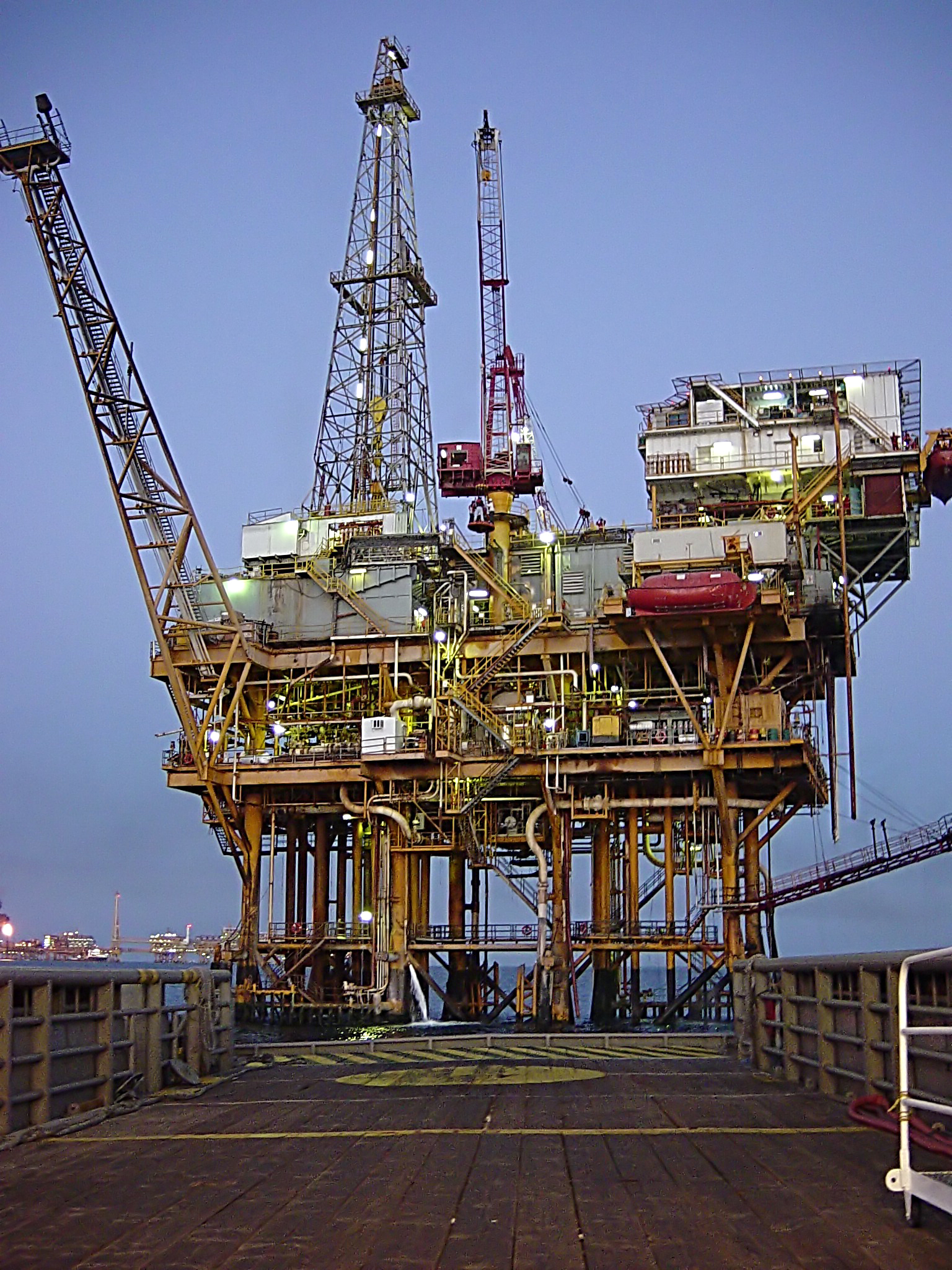
Platforma wiertnicza

| Lp. | Kraj                                | Wydobycie w 2013 (tys. baryłek/dzień) | Rezerwy (mld baryłek) | Rezerwy (lata) |
| --- | ----------------------------------- | ------------------------------------- | --------------------- | -------------- |
| 1   | Arabia Saudyjska (OPEC)             | 11525                                 | 265,9                 | 63             |
| 2   | Rosja                               | 10788                                 | 93,0                  | 23             |
| 3   | Stany Zjednoczone                   | 10003                                 | 44,2                  | 12             |
| 4   | Chiny                               | 4180                                  | 18,1                  | 12             |
| 5   | Kanada                              | 3948                                  | 174,3                 | 121            |
| 6   | Zjednoczone Emiraty Arabskie (OPEC) | 3646                                  | 97,9                  | 73             |
| 7   | Iran (OPEC)                         | 3558                                  | 157,0                 | 120            |
| 8   | Irak (OPEC)                         | 3141                                  | 157,0                 | 137            |
| 9   | Kuwejt (OPEC)                       | 3126                                  | 101,5                 | 89             |
| 10  | Meksyk                              | 2875                                  | 11,1                  | 11             |
| 11  | Wenezuela (OPEC)                    | 2623                                  | 298,3                 | 311            |
| 12  | Nigeria (OPEC)                      | 2322                                  | 37,1                  | 44             |
| 13  | Brazylia                            | 2114                                  | 15,6                  | 20             |
| 14  | Katar (OPEC)                        | 1995                                  | 25,1                  | 34             |
| 15  | Norwegia                            | 1837                                  | 8,7                   | 13             |
|     | Łącznie                             | 86808                                 | 1687,9                | 53             |

1. ↑  W OPEC w latach 1961–2018

## Transport ropy naftowej

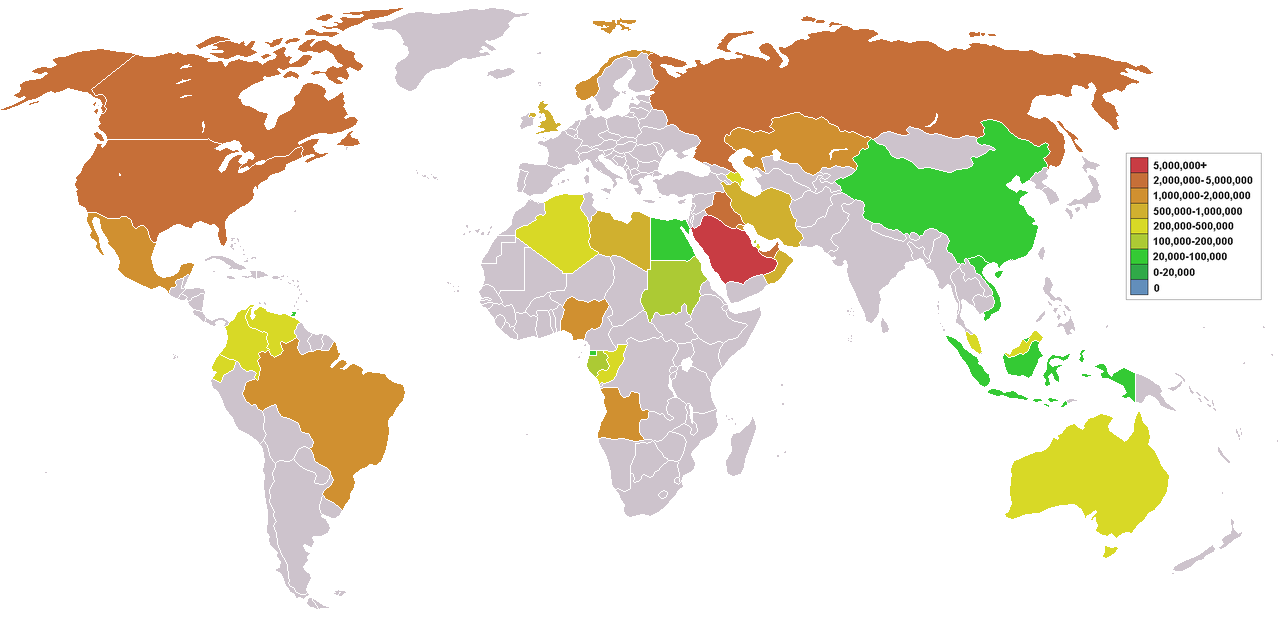
Eksport ropy naftowej

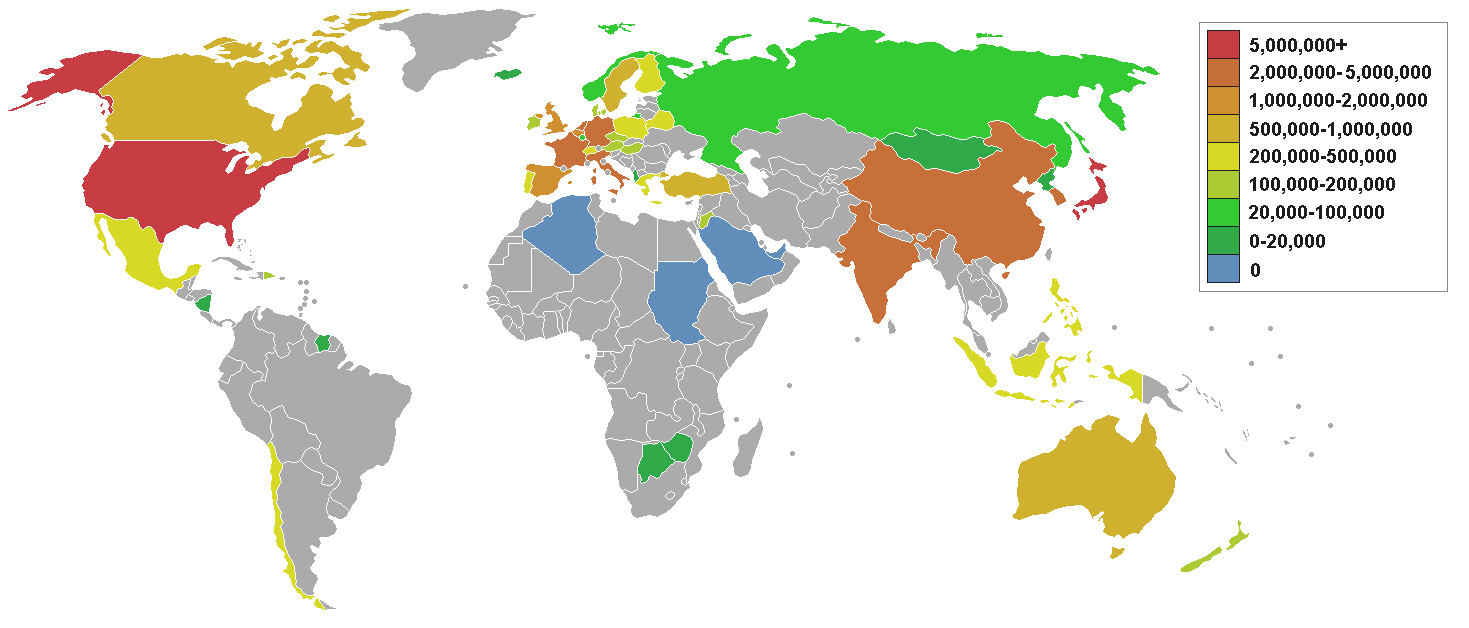
Import ropy naftowej

Ropę transportuje się na dwa sposoby. Na terenach lądowych najbardziej opłacalny ekonomicznie jest transport rurociągowy. Rurociągi ropy naftowej są wykonane ze stalowych rur o wewnętrznej średnicy 30 do 120 cm. Tam gdzie to możliwe, są budowane na powierzchni ziemi. Ropa naftowa jest utrzymywana w ruchu przez system stacji pomp, budowanych wzdłuż rurociągu i zwykle płynie z prędkością około 1 do 6 m/s.
Chociaż rurociągi można budować nawet pod morzem, to jest to bardzo wymagający ekonomicznie i technicznie proces, a przy tym ryzykowny ekologicznie, więc większość ropy naftowej jest transportowana na morzu przez tankowce. Załadunek odbywa się na FPSO, platformach eksploatacyjnych, lub przy bojach przeładunkowych, a rozładunek tankowców odbywa się w terminalach naftowych.

## Przetwórstwo ropy naftowej
Przetwórstwem ropy naftowej zajmuje się przemysł rafineryjny, który przerabia ją w rafineriach.
Aby wyodrębnić z ropy jej poszczególne składniki (np. benzynę) stosuje się destylację frakcyjną. Ropę rozdziela się na frakcje dzięki różnicy w temperaturach wrzenia poszczególnych jej składników.
Jakość ropy ustala się na podstawie indeksu API.

## Zastosowanie ropy naftowej
Jest podstawowym surowcem przemysłu petrochemicznego stosowanym do otrzymywania m.in. benzyny, nafty, olejów, parafiny, smarów, asfaltów, mazutów, wazelin i wielu materiałów syntetycznych.

## Skażenie środowiska
Ropa naftowa może skazić środowisko w trzech sytuacjach – podczas poszukiwań, eksploatacji i w czasie jej transportu. O ile erupcje związane z anormalnie wysokim ciśnieniem złożowym lub awariami głowic przeciwerupcyjnych są rzadkie i szybko opanowywane, to dużym zagrożeniem dla środowiska są awarie powstałe w czasie transportu – głównie katastrofy tankowców (np. MT Exxon Valdez, MT Prestige).
Katastrofy wielkich zbiornikowców zdarzają się na świecie prawie co rok. Wyciek ropy naftowej spowodowany awarią zbiornikowca ma bardzo poważne skutki:
- ropa szybko rozprzestrzenia się po powierzchni morza, tworząc na wodzie warstwę o grubości 0,3 mm i powodując zanieczyszczenie wybrzeża;
- najlżejsze składniki ropy parują, a najcięższe mieszają się z wodą morską i powoli opadają na dno;
- lepka ropa skleja pióra ptaków morskich oraz skrzela ryb i innych zwierząt wodnych;
- na skażonym obszarze ropa uniemożliwia zwierzętom wodnym poruszanie, oddychanie i odżywianie się;
- warstwa ropy nie przepuszcza potrzebnego organizmom tlenu i promieniowania słonecznego;
- bakterie stopniowo usuwają ropę, zużywając do tego celu cały tlen rozpuszczony w wodzie.